# Pascal Jolyot

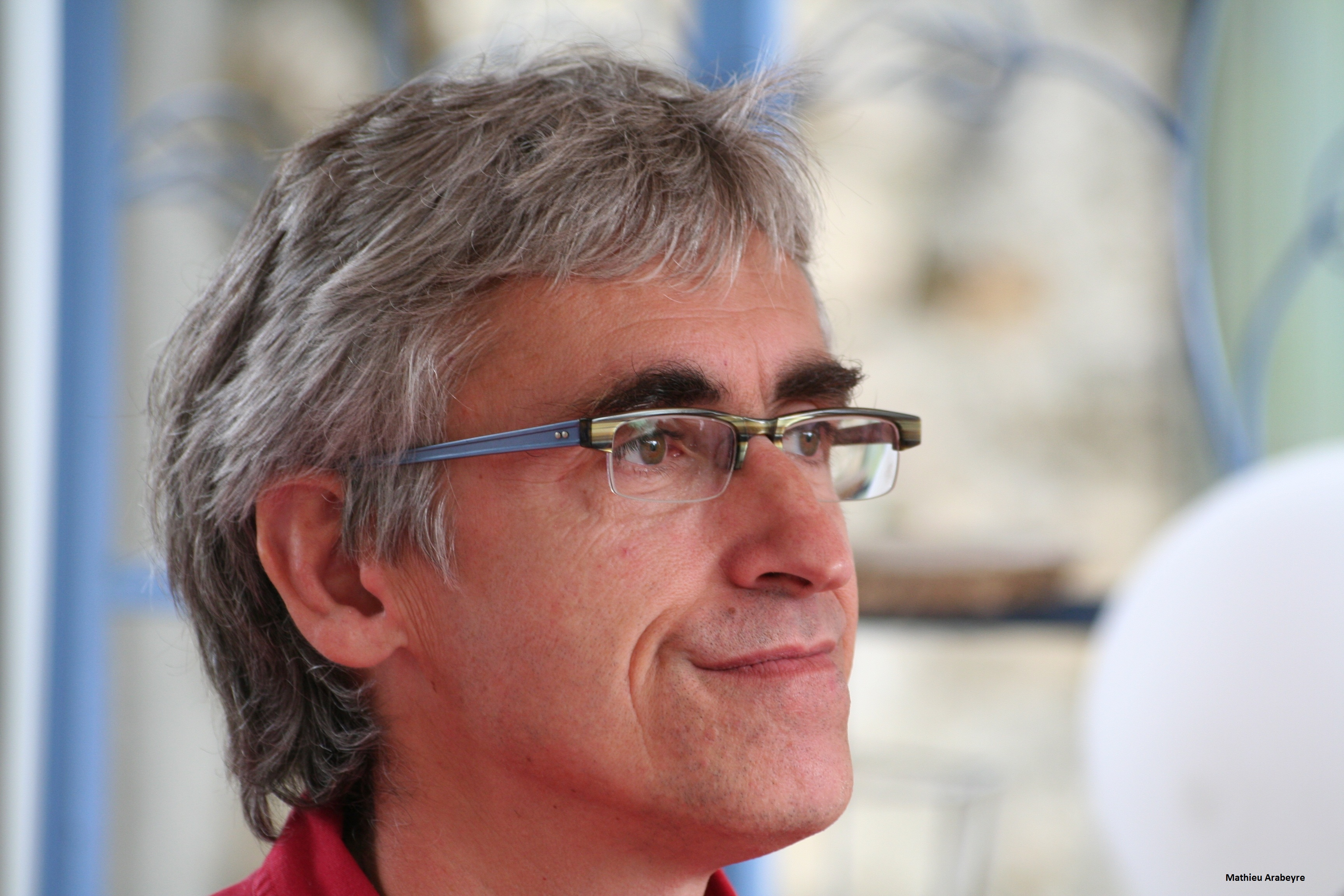
Pascal Jolyot

Pascal Jolyot (* 26. Juli 1958 in Fontainebleau) ist ein ehemaliger französischer Florett-Fechter. Er gewann bei Olympischen Spielen jeweils eine Gold-, Silber- und Bronzemedaille und wurde dreimal Vizeweltmeister.

## Karriere
Pascal Jolyot nahm an den Olympischen Sommerspielen 1980 teil. Im Florett-Einzel konnte er Silber gewinnen, mit der Florett-Mannschaft sogar die Goldmedaille. Vier Jahre später, bei den Olympischen Sommerspielen 1984 in Los Angeles, erreichte er im Einzel nur den Rang 33. Mit der Mannschaft konnte er aber die Bronzemedaille gewinnen.
Daneben wurde Pascal Jolyot bei den Fechtweltmeisterschaften 1979 in Melbourne Vizeweltmeister im Einzel. Dasselbe gelang ihm bei den Fechtweltmeisterschaften 1978 in Hamburg und bei den Fechtweltmeisterschaften 1982 in Rom mit der Mannschaft.